# Liste der Gefäßpflanzen Deutschlands/A
- Ackerfrauenmantel, Gewöhnlicher (Aphanes arvensis) – Familie: Rosaceae
- Ackerfrauenmantel, Kleinfrüchtiger (Aphanes inexspectata) – Familie: Rosaceae
- Ackerkohl (Conringia orientalis) – Familie: Brassicaceae
- Ackerröte (Sherardia arvensis) – Familie: Rubiaceae
- Acker-Schöterich (Erysimum cheiranthoides) – Familie: Brassicaceae.
- Adlerfarn (Pteridium aquilinum) – Familie: Dennstaedtiaceae
- Adonisröschen, Flammen- (Adonis flammea) – Familie: Ranunculaceae
- Adonisröschen, Frühlings- (Adonis vernalis) – Familie: Ranunculaceae
- Adonisröschen, Sommer- (Adonis aestivalis) – Familie: Ranunculaceae
- Ahorn, Berg- (Acer pseudoplatanus) – Familie: Sapindaceae
- Ahorn, Eschen- (Acer negundo) – Familie: Sapindaceae
- Ahorn, Feld- (Acer campestre) – Familie: Sapindaceae
- Ahorn, Französischer (Acer monspessulanum) – Familie: Sapindaceae
- Ahorn, Schneeballblättriger (Acer opalus) – Familie: Sapindaceae
- Ahorn, Spitz- (Acer platanoides) – Familie: Sapindaceae
- Ährenhafer (Gaudinia fragilis) – Familie: Poaceae
- Akelei, Gemeine (Aquilegia vulgaris) – Familie: Ranunculaceae
- Akelei, Kleinblütige (Aquilegia einseleana) – Familie: Ranunculaceae
- Akelei, Schwarzviolette (Aquilegia atrata) – Familie: Ranunculaceae
- Alant, Deutscher (Inula germanica) – Familie: Asteraceae
- Alant, Echter (Inula helenium) – Familie: Asteraceae
- Alant, Klebriger (Dittrichia graveolens) – Familie: Asteraceae
- Alant, Rauhaariger (Inula hirta) – Familie: Asteraceae
- Alant, Schweizer (Inula helvetica) – Familie: Asteraceae
- Alant, Weidenblättriger (Inula salicina) – Familie: Asteraceae
- Alant, Wiesen- (Inula britannica) – Familie: Asteraceae
- Algenfarn, Großer (Azolla filiculoides) – Familie: Azollaceae
- Algenfarn, Kleiner (Azolla mexicana) – Familie: Azollaceae
- Allermannsharnisch (Allium victorialis) – Familie: Alliaceae
- Alpenazalee (Loiseleuria procumbens) – Familie: Ericaceae
- Alpendost, Grauer (Adenostyles alliariae) – Familie: Asteraceae
- Alpendost, Grüner (Adenostyles glabra) – Familie: Asteraceae
- Alpenglöckchen, Berg- (Soldanella montana) – Familie:Primulaceae
- Alpenglöckchen, Gewöhnliches (Soldanella alpina) – Familie: Primulaceae
- Alpenglöckchen, Winziges (Soldanella minima) – Familie: Primulaceae
- Alpenglöckchen, Zwerg- (Soldanella alpicola) – Familie: Primulaceae
- Alpenhelm (Bartsia alpina) – Familie: Orobanchaceae
- Alpenlattich, Filziger (Homogyne discolor) – Familie: Asteraceae
- Alpenlattich, Grüner (Homogyne alpina) – Familie: Asteraceae
- Alpenmaßliebchen (Aster bellidiastrum) – Familie: Asteraceae
- Alpenrachen (Tozzia alpina) – Familie: Orobanchaceae
- Alpenrose, Bewimperte (Rhododendron hirsutum) – Familie: Ericaceae
- Alpenrose, Rostblättrige (Rhododendron ferrugineum) – Familie: Ericaceae
- Alpenrose, Zwerg- (Rhodothamnus chamaecistus) – Familie: Ericaceae
- Alpenscharte, Gewöhnliche (Saussurea alpina) – Familie: Asteraceae
- Alpenscharte, Zweifarbige (Saussurea discolor) – Familie: Asteraceae
- Alpenscharte, Zwerg- (Saussurea pygmaea) – Familie: Asteraceae
- Alpenveilchen, Wildes (Cyclamen purpurascens) – Familie: Primulaceae
- Ampfer, Alpen- (Rumex pseudoalpinus) – Familie: Polygonaceae
- Ampfer, Fluss- (Rumex hydrolapathum) – Familie: Polygonaceae
- Ampfer, Garten- (Rumex patientia) – Familie: Polygonaceae
- Ampfer, Gemüse- (Rumex longifolius) – Familie: Polygonaceae
- Ampfer, Hain- (Rumex sanguineus) – Familie: Polygonaceae
- Ampfer, Knäuelblütiger (Rumex conglomeratus) – Familie: Polygonaceae
- Ampfer, Krauser (Rumex crispus) – Familie: Polygonaceae
- Ampfer, Schild- (Rumex scutatus) – Familie: Polygonaceae
- Ampfer, Schmalblättriger (Rumex stenophyllus) – Familie: Polygonaceae
- Ampfer, Schnee- (Rumex nivalis) – Familie: Polygonaceae
- Ampfer, Schöner (Rumex pulcher) – Familie: Polygonaceae
- Ampfer, Stumpfblättriger (Rumex obtusifolius) – Familie: Polygonaceae
- Ampfer, Sumpf- (Rumex palustris) – Familie: Polygonaceae
- Ampfer, Ufer- (Rumex maritimus) – Familie: Polygonaceae
- Ampfer, Verschiedenblättriger (Rumex x heterophyllus (Rumex aquaticus x R. hydrolapathum)) – Familie: Polygonaceae
- Ampfer, Wasser- (Rumex aquaticus) – Familie: Polygonaceae
- Andel (Puccinellia maritima) – Familie: Poaceae
- Andorn, Gewöhnlicher (Marrubium vulgare) – Familie: Lamiaceae
- Andorn, Ungarischer (Marrubium peregrinum) – Familie: Lamiaceae
- Apfel, Garten- (Malus domestica) – Familie: Rosaceae
- Apfel, Holz- (Malus sylvestris) – Familie: Rosaceae
- Apfelbeere, Pflaumenblättrige (Aronia x prunifolia (Aronia arbutifolia x A. melanocarpa)) – Familie: Rosaceae
- Aronstab, Südöstlicher (Arum cylindraceum) – Familie: Araceae
- Aronstab, Gefleckter (Arum maculatum) – Familie: Araceae
- Arzneibaldrian, Wiesen- (Valeriana pratensis) – Familie: Valerianaceae
- Aster, Alpen- (Aster alpinus) – Familie: Asteraceae
- Aster, Bunte Glattblatt- (Aster x versicolor (Aster laevis x A. novi-belgii)) – Familie: Asteraceae
- Aster, Gold- (Aster linosyris) – Familie: Asteraceae
- Aster, Kahle (Aster laevis) – Familie: Asteraceae
- Aster, Kalk- (Aster amellus) – Familie: Asteraceae
- Aster, Kleinblütige (Aster parviflorus) – Familie: Asteraceae
- Aster, Lanzettblättrige (Aster lanceolatus) – Familie: Asteraceae
- Aster, Raublatt- (Aster novae-angliae) – Familie: Asteraceae
- Aster, Strand- (Aster tripolium) – Familie: Asteraceae
- Augentrost, Großer (Euphrasia officinalis) – Familie: Orobanchaceae
- Augentrost, Hain- (Euphrasia nemorosa) – Familie: Orobanchaceae
- Augentrost, Nordischer (Euphrasia frigida) – Familie: Orobanchaceae
- Augentrost, Salzburger (Euphrasia salisburgensis) – Familie: Orobanchaceae
- Augentrost, Schlanker (Euphrasia micrantha) – Familie: Orobanchaceae
- Augentrost, Steifer (Euphrasia stricta) – Familie: Orobanchaceae
- Augentrost, Zottiger (Euphrasia hirtella) – Familie: Orobanchaceae
- Augentrost, Zwerg- (Euphrasia minima) – Familie: Orobanchaceae
- Augenwurz (Athamanta cretensis) – Familie: Apiaceae
- Aurikel, Alpen- (Primula auricula) – Familie: Primulaceae
- Aurikel, Bastard- (Primula × pubescens) – Familie: Primulaceae